# 托克馬奇卡河
托克馬奇卡河（烏克蘭語：Токмачка），是烏克蘭東南部的河流，屬於孔卡河的支流。該河流經扎波羅熱州的波洛希區，河道全長42公里，流域面積216平方公里。